# خوسيه بيريز رييس
خوسيه بيريز رييس (بالإنجليزية: José Pérez Reyes)‏ (مواليد 19 يونيو 1975) هو ملاكم دومينيكي، مثّل بلاده في الألعاب الأولمبية الصيفية 1996.

## روابط خارجية
خوسيه بيريز رييس على موقع أوليمبيديا (الإنجليزية)